# HIP 11915 b

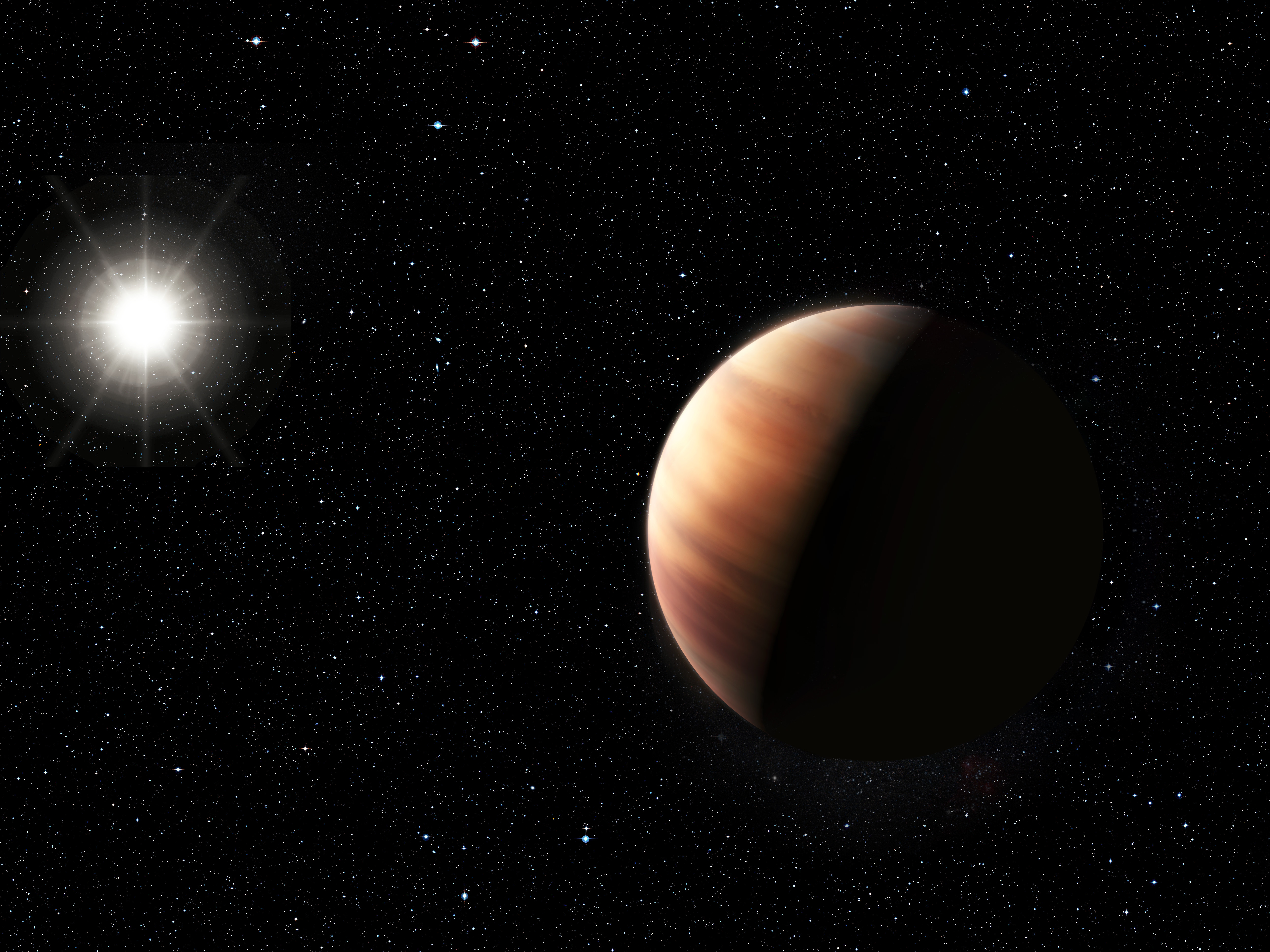
Imagem ilustrativa de HIP 11915 b.

HIP 11915 b é um planeta extrassolar que está em órbita de HIP 11915, uma estrela localizada a aproximadamente 186 anos-luz de distância a partir do Sol, na constelação de Cetus. É notável por ser o primeiro exoplaneta a ser descoberto em uma órbita e massa semelhante à de Júpiter, o que sugere que o seu sistema planetário pode ser similar ao do nosso sistema solar. Ele orbita sua estrela a uma distância de aproximadamente 4,8 unidades astronômicas.

## Descoberta
O planeta foi descoberto em 15 de julho de 2015 por uma equipe de astrônomos liderada por brasileiros que anunciou a descoberta do planeta semelhante a Júpiter orbitando, à mesma distância da estrela que Júpiter do Sol.

## Características físicas e orbitais
O planeta, tanto em termos de massa como de distância à sua estrela hospedeira, e em termos de semelhança entre esta estrela e o nosso Sol, é o análogo mais parecido encontrado até agora do Sol e de Júpiter.
Enquanto que vários planetas do tamanho de Júpiter já haviam sido descobertos, a maioria foram encontrados orbitando perto de suas estrelas. Levando a hipótese de que o movimento de Júpiter no nosso sistema solar pode ter aberto o caminho para formação dos planetas rochosos interiores, incluindo a Terra. A semelhança estende-se a estrela que centraliza o sistema; assim como o Sol, HIP 11915 é uma estrela do tipo G.
São necessárias observações de acompanhamento para confirmar e delimitar a descoberta, mas HIP 11915 é, até agora, uma das mais promissoras estrelas candidatas a abrigar um sistema planetário semelhante ao Sistema Solar.
A existência de um planeta com a mesma massa e numa órbita semelhante à de Júpiter em torno de uma estrela do tipo do Sol abre a possibilidade de que o sistema planetário em torno desta estrela seja semelhante ao Sistema Solar.
De acordo com Jorge Melendez, da Universidade de São Paulo, Brasil, líder da equipe e coautor do artigo científico que descreve estes resultados, “a procura de uma Terra 2.0 e de um Sistema Solar 2.0 completo, é um dos esforços mais excitantes da astronomia”.